# 和彦苓
和彦苓（1961年6月—）女，蒙古族，内蒙古科左后旗人，中华人民共和国政治人物。2018年，当选为内蒙古自治区人大常委会副主任。2023年卸任。